# Kuhlbach

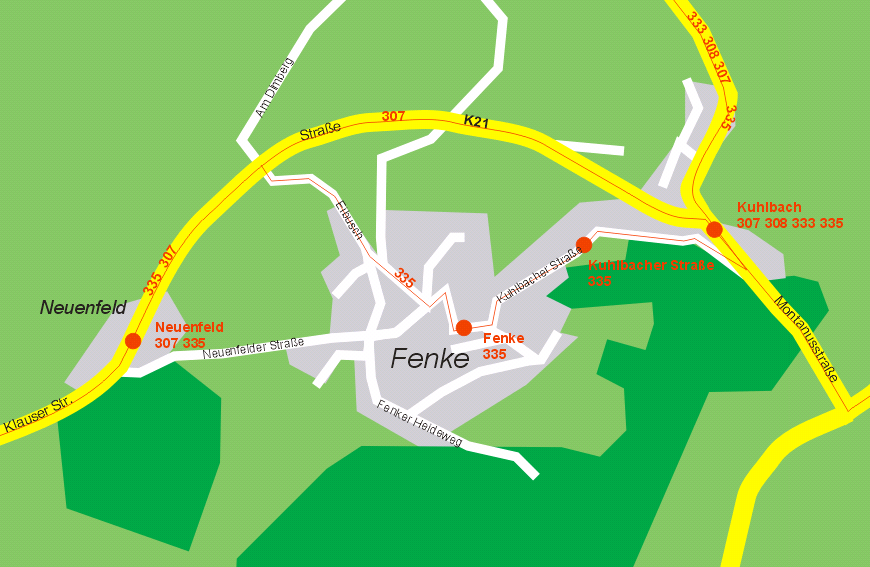
Karte von Fenke mit Neuenfeld und Kuhlbach

Die Ortschaft Kuhlbach ist ein Ortsteil der Gemeinde Lindlar, Oberbergischen Kreis im Regierungsbezirk Köln in Nordrhein-Westfalen (Deutschland).

## Lage und Beschreibung
Kuhlbach liegt im östlichen Lindlar an der Kreisstraße K21 zwischen Fenke und Frielingsdorf.

## Geschichte
Kuhlbach wurde 1413 das erste Mal als cuylbech erwähnt.

## Busverbindungen
Durch Kuhlbach verkehren die Linie 307 (OVAG) nach Lindlar, Frielingsdorf und Gummersbach und 335 (OVAG) nach Frielingsdorf, Scheel, Lindlar, Linde und Bergisch Gladbach (S).
Außerdem die Linie 333 (OVAG) Engelskirchen (Citybahn nach Köln) – Wipperfürth und die Linie 308 (OVAG) Engelskirchen (Citybahn nach Köln) – Frielingsdorf – Marienheide (Citybahn nach Köln).